# Irma Notteboom
Irma Van de Voorde-Notteboom (Maldegem, 2 november 1897 - Eeklo, 18 augustus 2007) was de oudste Belg van 13 maart 2006 tot aan haar dood op 18 augustus 2007. Door die uitzonderlijke leeftijd is zij ereburger van de stad Eeklo geworden. Er werd tevens een straat naar haar genoemd.

## Leven
Irma was sinds 1928 gehuwd met Medard Van de Voorde, met wie ze een kleine boerderij uitbaatte. Haar hoge leeftijd dankte ze volgens haar aan het harde werken op de boerderij. Na het overlijden van Medard in 1996 op 101-jarige leeftijd trok Irma in 1999 naar het rusthuis Avondzegen. Bij haar overlijden werd haar lichaam opgebaard in het stadhuis van Eeklo.

## Familie
Ze was een achternicht van Elodie Van den Bossche (zie aldaar).